# 埃及滙豐銀行
埃及滙豐銀行（HSBC Bank Egypt SAE）為滙豐集團在埃及地區的跨國銀行，總部位於其首都開羅，現時有51間分行，遍佈開羅、亞歷山卓、沙姆沙伊赫、古尔代盖以及吉薩等城市。

## 簡歷
埃及滙豐銀行在1982年成立，成立初期的名稱為Hongkong Egyptian Bank SAE，香港上海滙豐銀行佔40%股份。1994年1月，該行易名為埃及英國銀行，其股份維持不變。2001年4月，滙豐集團將其持股量增加至94.5%，並且易名為埃及滙豐銀行。

## 外部連結
- 埃及滙豐銀行 （页面存档备份，存于）